# The Population Project
 (novembre 2023).
 (novembre 2023).
La mise en forme du texte ne suit pas les recommandations de Wikipédia : il faut le « wikifier ».
Les points d'amélioration suivants sont les cas les plus fréquents :
- Les titres sont pré-formatés par le logiciel. Ils ne sont ni en capitales, ni en gras.
- Le texte ne doit pas être écrit en capitales (les noms de famille non plus), ni en gras, ni en italique, ni en « petit »…
- Le gras n'est utilisé que pour surligner le titre de l'article dans l'introduction, une seule fois.
- L'italique est rarement utilisé : mots en langue étrangère, titres d'œuvres, noms de bateaux, etc.
- Les citations ne sont pas en italique mais en corps de texte normal. Elles sont entourées par des guillemets français : « et ».
- Les listes à puces sont à éviter, des paragraphes rédigés étant largement préférés. Les tableaux sont à réserver à la présentation de données structurées (résultats, etc.).
- Les appels de note de bas de page (petits chiffres en exposant, introduits par l'outil «  Source ») sont à placer entre la fin de phrase et le point final[comme ça].
- Les liens internes (vers d'autres articles de Wikipédia) sont à choisir avec parcimonie. Créez des liens vers des articles approfondissant le sujet. Les termes génériques sans rapport avec le sujet sont à éviter, ainsi que les répétitions de liens vers un même terme.
- Les liens externes sont à placer uniquement dans une section « Liens externes », à la fin de l'article. Ces liens sont à choisir avec parcimonie suivant les règles définies. Si un lien sert de source à l'article, son insertion dans le texte est à faire par les notes de bas de page.
- La présentation des références doit suivre les conventions bibliographiques. Il est recommandé d'utiliser les modèles {{Ouvrage}}, {{Chapitre}}, {{Article}}, {{Lien web}} et/ou {{Bibliographie}}. Le mode d'édition visuel peut mettre en forme automatiquement les références.
- Insérer une infobox (cadre d'informations à droite) n'est pas obligatoire pour parachever la mise en page.

Pour une aide détaillée, merci de consulter Aide:Wikification.
Si vous pensez que ces points ont été résolus, vous pouvez retirer ce bandeau et améliorer la mise en forme d'un autre article.
The Population Project est une association à but non lucratif américaine qui tente de recenser le nom complet, le sexe, la date et le lieu de naissance de tous les humains en vie. Il a été créé en 2021. Au 27 octobre 2023, le site comptait 368 millions de profils.

## Dirigeant
Le Population Project a été fondé et est présentement dirigé par Antoine Bello, un romancier et entrepreneur franco-américain.

## Finalité
Le magazine Usbek & Rica, dans un article consacré au Population Project, cite plusieurs raisons ayant motivé la création de l'association:
- Conférer un supplément de dignité aux personnes dépourvus d'existence légale. Le Figaro, s'appuyant sur des estimations de la Banque Mondiale[3], chiffre à plus de 1 milliard le nombre d'individus n'apparaissant sur aucun état-civil et n'ayant donc pas la possibilité de voyager ou de voter[4]. L'Inde, le Pakistan et le Nigéria sont les pays les plus concernés par ce phénomène.
- Aider les historiens futurs à documenter des opérations ethniques de grande envergure. On estime par exemple que le génocide arménien a fait entre 800 000 et 1,2 million de victimes, pour une population originelle d'environ 1,5 million. Sur la longue période, des variations aussi significatives seront visibles sur le Population Project.
- Répondre à une aspiration universelle à laisser une trace fût-elle symbolique de son passage sur terre, un privilège pour l'instant surtout réservé aux célébrités[5].

Sur France Inter le 22 novembre 2023, l'éditorialiste Arnaud Viviant définit le Population Project comme "l'annuaire de la population mondiale".

## Sources utilisées par le Population Project
Le Population Project compile exclusivement des listes publiques, disponibles sur internet sans identifiant ou mot de passe : listes électorales, résultats d'examens ou de concours administratifs, licenciés de fédérations sportives, etc.
Les sources ayant permis l'inscription d'un humain dans la base ne sont jamais révélées. "Vous saurez seulement qu’un certain Harry Wilson est né tel jour à tel endroit, mais pas si son nom est apparu parce qu’il a couru le marathon de New York ou qu’il est sex offender dans le Nebraska."

## Information collectée
Le Population Projecte collecte les informations suivantes : nom complet, sexe, date et lieu de naissance et, le cas échéant, date et lieu de mort. Contrairement aux sites de généalogie comme Ancestry et FamilySearch, le Population Project ne s'intéresse pas à la filiation des individus.

## Critiques portant sur le respect de la vie privée
Bello prétend respecter tant la lettre que l'esprit du Règlement général sur la protection des données en vigueur dans l'Union Européenne et souvent décrit comme la réglementation la plus contraignante du monde en matière de gestion des données personnelles.
Le Population Project dit honorer le droit à l'oubli (en permettant à quiconque de demander le retrait permanent de son profil), n'avoir rien à vendre et ne disposer d'aucun moyen de contacter les personnes qu'il recense. "Tout ce que dit le Population Project, c'est que vous existez."

## Avancement du projet
Au 27 octobre 2023, le site compte 368 millions de profils uniques, dont 256 millions aux États-Unis, 62 millions au Royaume-Uni et 33 millions en France. Seuls une quinzaine de pays comptent au moins un profil.
En avril 2025, Antoine Bello annonce la mise en pause du projet, qui n'arrive pas à collecter suffisamment de données dans des pays majeurs comme l'Allemagne ou l'Espagne. Il se dit déçu de l'opacité des états démocratiques, qui nourrit selon lui la montée des populismes, mais n'exclut pas de relancer la collecte de données si les conditions s'y prêtent.
Le site du Population Project reste en ligne, avec 696 millions de profils vivants et 205 millions de profils décédés librement consultables.

## Budget
En 2023 (année la plus récente pour laquelle des données sont disponibles), les contributions reçues par le Population Project ont totalisé $800,993 ($404,511 en 2022 et $399,000 en 2021)..